# Bairro Alto (Curitiba)
O Bairro Alto é um bairro da cidade brasileira de Curitiba, Paraná.

## História
Sua origem remonta ao século XVII, quando os desbravadores portugueses, em busca de ouro, se estabeleceram na região após cruzarem a Serra do Mar. Inicialmente conhecida como "Vilinha", a área foi um dos primeiros pontos de colonização fora do eixo central de Curitiba.
Durante o século XIX, a região foi renomeada para "Vila Velha" e passou a ser um dos 27 quarteirões de Curitiba, equivalente à divisão de bairros da época. No início do século XX, o Bairro Alto e o vizinho Atuba eram ainda predominantemente áreas rurais, com poucas casas e infraestrutura básica. Foi somente a partir da década de 1930 que o bairro começou a ver um crescimento populacional mais significativo, com a chegada de famílias de agricultores que estabeleceram chácaras na região.
Durante as décadas de 1980 e 1990, o Bairro Alto passou por um processo acelerado de urbanização. A abertura de novas vias, a expansão das linhas de ônibus e a inauguração do Terminal do Bairro Alto em 1992 foram marcos importantes que transformaram a região em um polo comercial e residencial autossuficiente, com uma infraestrutura robusta que inclui escolas, centros de saúde e diversas opções de comércio e lazer.
Atualmente, o Bairro Alto é conhecido por sua forte identidade comunitária, com várias iniciativas locais e eventos culturais que promovem a integração entre os moradores. A presença de espaços verdes, como o Bosque Irmã Clementina, e a estátua do Cacique Tindiqüera, homenageando um importante líder indígena na história de Curitiba, são alguns dos marcos culturais que enriquecem a região.

## Denominação
A origem do nome "Bairro Alto" está associada à elevação do terreno em relação ao nível do mar, uma das mais altas de Curitiba, o que lhe conferiu a denominação de "alto". Essa característica geográfica distinta fez com que a área se destacasse entre as demais, resultando no nome atual.